# Cosmopterix turbidella
Cosmopterix turbidella is een vlinder uit de familie prachtmotten (Cosmopterigidae). De wetenschappelijke naam is voor het eerst geldig gepubliceerd in 1896 door Rebel.
De soort komt voor in Europa.